# Band-e Golestān
Band-e Golestān (persiska: بند گلستان) är en dammbyggnad i Iran.   Den ligger i provinsen Razavikhorasan, i den nordöstra delen av landet, 700 km öster om huvudstaden Teheran. Band-e Golestān ligger 1 183 meter över havet.
Terrängen runt Band-e Golestān är kuperad åt sydväst, men åt nordost är den platt.Runt Band-e Golestān är det ganska tätbefolkat, med 185 invånare per kvadratkilometer. Närmaste större samhälle är Mashhad, 12,6 km öster om Band-e Golestān. Trakten runt Band-e Golestān består i huvudsak av gräsmarker.